# Tumba A.6
La tumba A.6 es la identificación moderna asignada a una tumba tebana perdida en Dra Abu el-Naga. El enterramiento data de la dinastía XVIII de Egipto y perteneció al supervisor de los habitantes de las marismas, Dhyehutinefer (o Dyehutinefer), también llamado Seshu. 

## Expediciones
El lugar fue visitado por la expedición de Karl Richard Lepsius, que copió del propietario de la tumba su título de supervisor de los habitantes de las marismas del señor de las dos tierras, pero no el nombre. Parece que la tumba ya estaba entonces muy destruida. Antes de 1906, el egiptólogo francés Henri Gauthier visitó la A.6, describió los escasos restos de la decoración y publicó una breve nota. Gauthier registró algunos títulos más de Dhyehutinefer, como escriba y contador de ganado y aves del templo de Amón.

## Restos arqueológicos
Un fragmento perteneciente a la tumba es una pintura mural que hoy se encuentra en el Museo Metropolitano de Nueva York. En el fragmento también se menciona a la esposa de Dhyehutinefer, una mujer llamada Benbu.
También se conocen varios conos funerarios pertenecientes a la tumba. En ellos figura el nombre del padre de Dhjehutynefer, que era el escriba Mesu.